# Устюжанинова, Екатерина Дмитриевна
Екатерина Дмитриевна Устюжанинова (16 декабря 1988, Владивосток) — российская спортсменка, мастер спорта по пауэрлифтингу. Совершённое Устюжаниновой 1 октября 2013 года в Триполи убийство офицера ливийских военно-воздушних сил Мухаммеда аль-Андалуси ас-Суси и нанесение ранений его пожилой матери, по данным МИД России, стали поводом для вооружённого нападения на посольство России в Ливии, которое вследствие этих событий было срочно эвакуировано. Была задержана ливийскими правоохранительными органами на месте преступления, находилась под следствием, затем была осуждена и отбывает в Ливии тюремное наказание.
Устюжанинова, по свидетельствам, страстная поклонница и фанатка погибшего в 2011 году ливийского лидера Муаммара Каддафи. Месть за Каддафи выдвигается в прессе как возможный мотив деяний Устюжаниновой.

## Биография
Екатерина Устюжанинова родилась 16 декабря 1988 года во Владивостоке. По её словам, родители в разводе, отец имеет бизнес в Новосибирске, мать переехала в Санкт-Петербург. До приезда в 2008 году в Новосибирск Екатерина год проучилась в Австралии, хорошо владеет английским языком.
С 2008 по 2010 год Екатерина училась на платной основе на историческом отделении гуманитарного факультета (по другим данным — на разных факультетах) Новосибирского государственного университета, финансировал учёбу отец. Подрабатывала дизайнером. Затем взяла академический отпуск, из которого для продолжения занятий не вышла. В 2011 году была отчислена из университета и покинула Новосибирск.
Устюжаниновой, по свидетельствам, присуща яркая и нестандартная внешность: невысокий рост, плотное телосложение, очень широкие плечи, отсутствие груди, короткая стрижка «под мальчика». Стрижка дополнялась пейсами, в университете Екатерина имела прозвище Завитушка.
Во время учёбы акцентировала внимание окружающих на своём еврейском происхождении, старалась продемонстрировать это внешним видом и поведением, в частности, выбирая на семинарах соответствующие темы докладов — тора, иудаизм.
Будучи студенткой, Екатерина начала заниматься пауэрлифтингом, регулярно ездила на тренировки, принимала биологически активные добавки для увеличения мышечной массы, сгоняла вес, пыталась демонстрировать свою силу окружающим. Согласно опубликованным неофициальным данным, Устюжанинова является мастером спорта по пауэрлифтингу и мастером спорта международного класса по жиму лёжа, многократным победителем соревнований и первенств.
По отзывам однокурсников и знакомых, Устюжанинова производила впечатление харизматичной девушки, обладала развитым чувством юмора, много читала, неплохо рисовала и часто делала это на занятиях. По другим отзывам, общаться с Екатериной было сложно, ощущалась её неадекватность, потенциал агрессивности, что приводило к возникновению вокруг Устюжаниновой неприятных и конфликтных ситуаций. У некоторых друзей возникали сомнения во вменяемости Устюжаниновой. По свидетельствам знакомых, девушка вела в Новосибирске крайне расточительный образ жизни, часто ездила на такси, посещала японские рестораны, а оставаясь без денег, обычно одалживала у знакомых.
Ещё в России Устюжанинова проявила интерес к событиям в Ливии, протестовала через сетевые ресурсы против войны и вооружённой интервенции западных государств.
В сентябре 2011 года из записей Екатерины в Живом Журнале следовало, что она находится в Ливии. Впоследствии выяснилось, что Екатерина отправилась по туристической визе в Тунис, а оттуда перебралась в Ливию при содействии молодых людей из сообщества «За Каддафи и его народ». В Ливии Устюжанинова провела два года, по некоторым сведениям, устроила свою личную жизнь, не уезжала в Россию, несмотря на предпринимавшиеся попытки коллег, друзей и дипломатов помочь ей вернуться на родину. Испытывая сильные материальные затруднения, покинуть Ливию в 2013 году Устюжанинова не смогла, по данным «Известий», из-за долга в 2 тыс. долларов за проживание в Corinthia Hotel в Триполи. На консульском учёте девушка не состояла.

## Преступление и последствия
По свидетельствам знавших её людей, спортсменка заявляла, что является «жрицей», которой вскоре суждено умереть в Ливии, сражаясь против врагов Каддафи. По некоторым данным, Устюжанинова вышла замуж за офицера ливийской армии Мохаммеда аль-Суси, который в прошлом был высокопоставленным повстанцем.
1 октября 2013 года, по данным МИД РФ, около 9.00 по местному времени Устюжанинова постучалась в дверь дома аль-Суси в Триполи, а когда тот открыл дверь, расстреляла его из ружья. Затем Екатерина нанесла несколько ударов ножом в плечо и руку его матери. На шум прибежали люди и схватили Устюжанинову, сидевшую рядом с трупом офицера. На стене дома лётчика Екатерина успела написать кровью по-английски: «Смерть крысам».
Преступление вызвало бурную реакцию местных жителей и родственников погибшего. Вечером 2 октября на посольство РФ в Триполи напали вооружённые люди, которые сначала сожгли припаркованную у здания машину, а затем, выбив ворота, прорвались на территорию посольства и сорвали российский флаг. Охрана посольства открыла ответный огонь, в результате перестрелки один из участников нападения погиб, никто из сотрудников российской дипломатической миссии не пострадал. На следующий день посольство в полном составе во главе с послом РФ в Ливии Иваном Молотковым было эвакуировано из страны.
По версии директора абхазского сетевого информагентства ANNA-news Марата Мусина, с удостоверением которого Устюжанинова оказалась в Ливии, офицер, ставший жертвой преступления, был гражданским мужем Екатерины, а само убийство носило чисто бытовой характер. По ливийским законам, Устюжаниновой за содеянное грозит смертная казнь.
На начало 2016 года, по утверждению посла России в Ливии И. Н. Молоткова, дело Устюжаниновой судом рассмотрено не было, при этом «наши доверенные лица в Триполи имеют возможность периодически общаться с Екатериной Устюжаниновой в месте ее содержания».
По данным на декабрь 2017 года, Устюжанинова продолжала находиться в Ливии, отбывая назначенное судом наказание.
Согласно сведениям МИД России в июле 2020 года Устюжанинова по-прежнему пребывала в ливийской тюрьме. «Каких-либо просьб, жалоб на здоровье или условия содержания она не высказывала».

## Реакция в России
Студенты, выпускники и преподаватели Новосибирского государственного университета обратились в МИД РФ с просьбой проконтролировать расследование уголовного дела об убийстве ливийского офицера, в котором обвиняется Устюжанинова.
В 2018 году режиссёр Альбина Мохрякова, лично знавшая Устюжанинову по общежитию Новосибирского университета, сняла короткометражный игровой фильм «Каэгха» (Каэгха — сетевой псевдоним, использовавшийся Устюжаниновой), в котором художественно осмысливает историю Екатерины, «используя эклектичные способы повествования: медиаархеологию, эстетику компьютерных игр, элементы реинакмента и театральную постановку пьесы, написанной героиней задолго до преступления». Как отметила сама Мохрякова, снять данный фильм её сподвигло, в числе прочего, и желание заново привлечь внимание общественности к судьбе Устюжаниновой, которая продолжает находиться в заключении и о которой нет практически никаких известий. Фильм Мохряковой удостоен в 2019 году Премии Кандинского в номинации «Молодой художник. Проект года».